# Leichtathletik-Länderkampf der Männer 1956 BR Deutschland – Finnland
| 10. Leichtathletik-Länderkampf mit bundesdeutscher Beteiligung 1956 | 10. Leichtathletik-Länderkampf mit bundesdeutscher Beteiligung 1956 |               |
| ------------------------------------------------------------------- | ------------------------------------------------------------------- | ------------- |
|                                                                     |                                                                     |               |
| Ländervergleich der Männer: BR Deutschland – Finnland               |                                                                     |               |
| Austragungsort                                                      | Hamburg                                                             |               |
| Wettbewerbe                                                         | 22                                                                  |               |
| Datum                                                               | 22./23. September                                                   |               |
| 1. FRG 2. FIN                                                       | 231,5 P 229,5 P                                                     |               |
| Chronik                                                             |                                                                     |               |
| ← SUI-FRG Geher (M)                                                 | FRG-CSK (F) →                                                       | FRG-CSK (F) → |

Im zehnten Vergleich des Länderkampfjahres 1956 trafen Deutschlands Leichtathleten zum insgesamt fünften Mal auf Finnland. Am 22./23. September wurde die Begegnung in Hamburg ausgetragen. Die vorangegangenen Aufeinandertreffen mit Finnland waren immer sehr knapp ausgegangen, dreimal für Deutschland und einmal für Finnland.

## Wettbewerbe und Modus
Wie im Länderkampf zwischen der Bundesrepublik Deutschland und den Niederlanden am 1. Juli in Duisburg traten in dieser Begegnung jeweils drei Athleten pro Disziplin an. Auf dem Programm standen 22 Wettbewerbe, so viele wie noch nie zuvor in einem Ländervergleich. Aus dem olympischen Katalog fehlten lediglich die beiden Wettbewerbe des Gehens. Ausgetragen wurden sogar ein Marathonlauf und ein Zehnkampf. In der Einzelwertung wurden die Punkte vergeben wie in der Begegnung mit den Niederlanden. Rang eins brachte sieben Punkte, Rang zwei fünf, Rang drei vier usw. Rang sechs wurde noch mit einem Punkt belohnt. In den Staffeln wurden sieben zu vier Punkte verteilt.

## Ergebnis
Hier ging es noch enger zu als in allen vorangegangenen Vergleichen der beiden Länder. Im Bereich Lauf war die Bundesrepublik Deutschland klar überlegen. Beide Staffeln gingen an die Bundesrepublik, in den Einzelläufen gelangen sechs Disziplinsiege, davon drei mit Dreifacherfolgen und weitere zwei mit Doppelerfolgen. Die Finnen entschieden vier Laufwettbewerbe für sich, davon einen mit einem Dreifacherfolg. Die vier Sprungdisziplinen gewann Finnland, zwei davon mit Dreifacherfolgen und eine mit einem Doppelerfolg. Auch im Bereich Wurf/Stoß lag Finnland mit drei Siegen vorn gegenüber einem bundesdeutschen Sieg, dieser allerdings mit einem Dreifacherfolg. Den Zehnkampf entschieden die bundesdeutschen Athleten für sich. Das ergab am Ende einen bundesdeutschen Gesamtsieg mit 231,5 zu 229,5 Punkten.

## Legende
Kurze Übersicht zur Bedeutung der Symbolik – so üblicherweise auch in sonstigen Veröffentlichungen verwendet:
| DSQ | disqualifiziert                |
| DNF | nicht im Ziel (did not finish) |

## Resultate

### 100 m
| Platz | Athlet          | Land | Zeit (s) |
| ----- | --------------- | ---- | -------- |
| 1     | Leonhard Pohl   | FRG  | 10,3     |
| 2     | Heinz Fütterer  | FRG  | 10,5     |
| 3     | Eduard Feneberg | FRG  | 10,7     |
| 4     | Lasse Ketola    | FIN  | 10,8     |
| 5     | Pentti Rekola   | FIN  | 10,8     |
| 6     | Kosti Rasinperä | FIN  | 11,0     |

Datum: 22. September
Wind: +3,0 m/s

### 200 m
| Platz | Athlet              | Land | Zeit (s) |
| ----- | ------------------- | ---- | -------- |
| 1     | Karl-Friedrich Haas | FRG  | 21,0     |
| 2     | Leonhard Pohl       | FRG  | 21,1     |
| 3     | Ewald Schröder      | FRG  | 21,3     |
| 4     | Voitto Hellsten     | FIN  | 21,4     |
| 5     | Pentti Rekola       | FIN  | 22,0     |
| 6     | Kosti Rasinperä     | FIN  | 22,4     |

Datum: 23. September

### 400 m
| Platz | Athlet              | Land | Zeit (s) |
| ----- | ------------------- | ---- | -------- |
| 1     | Voitto Hellsten     | FIN  | 46,5     |
| 2     | Karl-Friedrich Haas | FRG  | 47,3     |
| 3     | Walter Oberste      | FRG  | 47,7     |
| 4     | Jürgen Kühl         | FRG  | 48,0     |
| 5     | Eero Kivelä         | FIN  | 48,2     |
| 6     | Tauno Kontio        | FIN  | 49,8     |

Datum: 22. September

### 800 m
| Platz | Athlet          | Land | Zeit (min)  |
| ----- | --------------- | ---- | ----------- |
| 1     | Günter Dohrow   | FRG  | 1:50,8      |
| 2     | Friedel Stracke | FRG  | 1:50,9      |
| 3     | Paul Schmidt    | FRG  | 1:51,2      |
| 4     | Olavi Salsola   | FIN  | 1:51,4      |
| 5     | Olavi Vuorisalo | FIN  | 1:56,0      |
| DSQ   | Tauno Kontio    | FIN  | Behinderung |

Datum: 23. September

### 1500 m
| Platz | Athlet          | Land | Zeit (min) |
| ----- | --------------- | ---- | ---------- |
| 1     | Olavi Salsola   | FIN  | 3:49,6     |
| 2     | Günter Dohrow   | FRG  | 3:49,8     |
| 3     | Olavi Vuorisalo | FIN  | 3:50,2     |
| 4     | Jorma Kakko     | FIN  | 3:51,4     |
| 5     | Max Rentsch     | FRG  | 3:52,0     |
| 6     | Olaf Lawrenz    | FRG  | 3:56,2     |

Datum: 22. September

### 5000 m
| Platz | Athlet         | Land | Zeit (min) |
| ----- | -------------- | ---- | ---------- |
| 1     | Ilmari Taipale | FIN  | 14:14,0    |
| 2     | Herbert Schade | FRG  | 14:14,4    |
| 3     | Urho Julin     | FIN  | 14:14,8    |
| 4     | Rolf Lamers    | FRG  | 14:15,0    |
| 5     | Hans Hüneke    | FRG  | 14:30,6    |
| 6     | Eero Tuomaala  | FIN  | 14:33,6    |

Datum: 22. September

### 10.000 m
| Platz | Athlet         | Land | Zeit (min) |
| ----- | -------------- | ---- | ---------- |
| 1     | Herbert Schade | FRG  | 29:35,4    |
| 2     | Walter Konrad  | FRG  | 29:35,8    |
| 3     | Aarne Ahlbom   | FIN  | 30:05,0    |
| 4     | Ilmari Taipale | FIN  | 30:18,2    |
| 5     | Georg Kluge    | FRG  | 30:33,8    |
| 6     | Ilkka Auer     | FIN  | 30:52,6    |

Datum: 23. September

### Marathon
| Platz         | Athlet              | Land | Zeit (min)         |
| ------------- | ------------------- | ---- | ------------------ |
| 1             | Eino Oksanen        | FIN  | 2:23:11            |
| 2             | Paavo Kotila        | FIN  | 2:23:14            |
| 3             | Veikko Karvonen     | FIN  | 2:23:15            |
| 4             | Gustav Disse        | FRG  | 2:32:52            |
| 5             | Heinz Westerteicher | FRG  | 2:33:42            |
| 6             | Fritz Schöning      | FRG  | 2:38:42            |
| Ersatzläufer: |                     |      |                    |
| Eino Pulkinen | Eino Pulkinen       | FIN  | Vierter in 2:26:35 |
| Hans Vollbach | Hans Vollbach       | FRG  | DNF                |

Datum: 22. September

### 110 m Hürden
| Platz | Athlet              | Land | Zeit (s) |
| ----- | ------------------- | ---- | -------- |
| 1     | Martin Lauer        | FRG  | 13,9     |
| 2     | Bert Steines        | FRG  | 14,0     |
| 3     | Raimo Siukola       | FIN  | 14,7     |
| 4     | Karl-Ernst Schottes | FRG  | 14,7     |
| 5     | Tapani Tammenpää    | FIN  | 14,9     |
| 6     | Raimo Koivu         | FIN  | 15,4     |

Datum: 22. September

### 400 m Hürden
| Platz | Athlet              | Land | Zeit (s) |
| ----- | ------------------- | ---- | -------- |
| 1     | Sven-Oswald Mildh   | FIN  | 52,1     |
| 2     | Kurt Bonah          | FRG  | 52,5     |
| 3     | Helmut Janz         | FRG  | 52,8     |
| 4     | Lennart Lindberg    | FIN  | 53,1     |
| 5     | Heikki Silvennoinen | FIN  | 53,9     |
| 6     | Wolfgang Fischer    | FRG  | 54,4     |

Datum: 23. September

### 3000 m Hindernis
| Platz | Athlet             | Land | Zeit (min) |
| ----- | ------------------ | ---- | ---------- |
| 1     | Olavi Rinteenpää   | FIN  | 8:48,2     |
| 2     | Heinz Laufer       | FRG  | 8:48,4     |
| 3     | Ilkka Auer         | FIN  | 8:56,2     |
| 4     | Unto Mattsson      | FIN  | 9:00,2     |
| 5     | Stefan Lüpfert     | FRG  | 9:01,6     |
| 6     | Guido Blankenhagen | FRG  | 9:05,0     |

Datum: 22. September

### 4 × 100 m Staffel
| Platz | Besetzung      | Land                                                        | Zeit (s) |
| ----- | -------------- | ----------------------------------------------------------- | -------- |
| 1     | BR Deutschland | Lothar Knörzer Leonhard Pohl Heinz Fütterer Eduard Feneberg | 41,2     |
| 2     | Finnland       | Jorma Valkama Pentti Rekola Kosti Rasinperä Lasse Ketola    | 43,0     |

Datum: 22. September

### 4 × 400 m Staffel
| Platz | Besetzung      | Land                                                        | Zeit (min) |
| ----- | -------------- | ----------------------------------------------------------- | ---------- |
| 1     | BR Deutschland | Karl Blümmel Jürgen Kühl Walter Oberste Karl-Friedrich Haas | 3:11,6     |
| 2     | Finnland       | Lasse Rekola Lennart Lindberg Sven-Oswald Mildh Eero Kivelä | 3:17,1     |

Datum: 23. September

### Hochsprung
| Platz | Athlet         | Land | Höhe (m) |
| ----- | -------------- | ---- | -------- |
| 1     | Theo Püll      | FRG  | 1,99     |
| 2     | Eero Salminen  | FIN  | 1,99     |
| 3     | Hannu Rantala  | FIN  | 1,96     |
| 4     | Eino Simelius  | FIN  | 1,93     |
| 4     | Werner Bähr    | FRG  | 1,93     |
| 6     | Jürgen Haßmann | FRG  | 1,85     |

Datum: 22. September

### Stabhochsprung
| Platz | Athlet          | Land | Höhe (m) |
| ----- | --------------- | ---- | -------- |
| 1     | Eeles Landström | FIN  | 4,51     |
| 2     | Jukka Piironen  | FIN  | 4,15     |
| 3     | Matti Sutinen   | FIN  | 4,15     |
| 4     | Willi Reißmann  | FRG  | 4,00     |
| 5     | Horst Drumm     | FRG  | 4,00     |
| 6     | Rudolf Zech     | FRG  | 3,80     |

Datum: 23. September

### Weitsprung
| Platz | Athlet              | Land | Weite (m) |
| ----- | ------------------- | ---- | --------- |
| 1     | Jorma Valkama       | FIN  | 7,51      |
| 2     | Pentti Snellmar     | FIN  | 7,36      |
| 3     | Ronald Krüger       | FRG  | 7,31      |
| 4     | Vilhelm Porrassalmi | FIN  | 7,30      |
| 5     | Jürgen Neuß         | FRG  | 7,00      |
| 6     | Hermann Höhnke      | FRG  | 6,80      |

Datum: 22. September

### Dreisprung
| Platz | Athlet              | Land | Weite (m) |
| ----- | ------------------- | ---- | --------- |
| 1     | Hannu Rantala       | FIN  | 15,52     |
| 2     | Matti Järvi         | FIN  | 15,20     |
| 3     | Tapio Lehto         | FIN  | 15,05     |
| 4     | Theo Strohschnieder | FRG  | 14,79     |
| 5     | Hermann Höhnke      | FRG  | 14,79     |
| 6     | Hans-Jürgen Jenss   | FRG  | 14,49     |

Datum: 23. September

### Kugelstoßen
| Platz | Athlet             | Land | Weite (m) |
| ----- | ------------------ | ---- | --------- |
| 1     | Dietrich Urbach    | FRG  | 16,70     |
| 2     | Karl-Heinz Wegmann | FRG  | 16,42     |
| 3     | Hermann Lingnau    | FRG  | 16,24     |
| 4     | Yrjö Ijäs          | FIN  | 15,93     |
| 5     | Reijo Koivisto     | FIN  | 15,27     |
| 6     | Urho Nummelin      | FIN  | 14,88     |

Datum: 23. September

### Diskuswurf
| Platz | Athlet         | Land | Weite (m) |
| ----- | -------------- | ---- | --------- |
| 1     | Carol Lindroos | FIN  | 52,87     |
| 2     | Martin Bührle  | FRG  | 51,17     |
| 3     | Tauno Karlsson | FIN  | 50,09     |
| 4     | Karl Oweger    | FRG  | 49,68     |
| 5     | Aarne Ilvonen  | FIN  | 47,79     |
| 6     | Günther Noack  | FRG  | 46,69     |

Datum: 22. September

### Hammerwurf
| Platz | Athlet         | Land | Weite (m) |
| ----- | -------------- | ---- | --------- |
| 1     | Veikko Hoffren | FIN  | 57,31     |
| 2     | Hugo Ziermann  | FRG  | 56,28     |
| 3     | Oiva Halmetoja | FIN  | 56,17     |
| 4     | Aarne Nostaja  | FIN  | 56,14     |
| 5     | Karl Storch    | FRG  | 54,63     |
| 6     | Karl Hein      | FRG  | 51,86     |

Datum: 22. September

### Speerwurf
| Platz | Athlet          | Land | Weite (m) |
| ----- | --------------- | ---- | --------- |
| 1     | Olavi Kauhanen  | FIN  | 75,24     |
| 2     | Heinrich Will   | FRG  | 73,53     |
| 3     | Soini Nikkinen  | FIN  | 72,86     |
| 4     | Niilo Sillanpää | FIN  | 72,71     |
| 5     | Herbert Koschel | FRG  | 70,63     |
| 6     | Gerhard Keller  | FRG  | 66,47     |

Datum: 23. September

### Zehnkampf
| Platz | Athlet             | Land | Punkte | 100 m  | Weit- sprung | Kugel- stoßen | Hoch- sprung | 400 m  | 110 m Hürden | Diskus- wurf | Stabhoch- sprung | Speer- wurf | 1500 m     |
| 1     | Martin Lauer       | FRG  | 7201   | 10,6 s | 6,62 m       | 13,59 m       | 1,70 m       | 47,8 s | 14,4 s       | 41,05 m      | 3,00 m           | 52,10 m     | 4:31,2 min |
| 2     | Torbjörn Lassenius | FIN  | 6991   | 11,6 s | 6,93 m       | 12,92 m       | 1,75 m       | 50,6 s | 15,2 s       | 43,07 m      | 3,80 m           | 62,33 m     | 4:37,6 min |
| 3     | Dieter Möhring     | FRG  | 6849   | 11,0 s | 6,52 m       | 14,27 m       | 1,60 m       | 50,5 s | 15,6 s       | 46,01 m      | 3,90 m           | 51,97 m     | 4:42,0 min |
| 4     | Friedel Schirmer   | FRG  | 6646   | 11,5 s | 6,69 m       | 13,25 m       | 1,75 m       | 51,4 s | 15,1 s       | 39,63 m      | 3,40 m           | 56,74 m     | 4:28,0 min |
| 5     | Markus Kahma       | FIN  | 6117   | 11,7 s | 6,53 m       | 14,39 m       | 1,65 m       | 52,2 s | 17,1 s       | 42,10 m      | 3,20 m           | 56,11 m     | 4:26,6 min |
| 6     | Kauko Nyström      | FIN  | 6048   | 11,6 s | 6,42 m       | 12,07 m       | 1,75 m       | 52,7 s | 16,4 s       | 32,40 m      | 4,00 m           | 56,73 m     | 4:41,2 min |

Datum: 22./23. September
Wertung nach der Punktetabelle von 1952

## Weblink
- TULOKSET: MAAOTTELU GFR-FIN, HAMBURG GFR, 22.–23.9.1956, Länderkampf GFR-FIN, Hamburg, 22.–23.9.1956, tilastopaja.eu (finnisch), abgerufen am 29. Juli 2024